# Brüderlein fein
Brüderlein fein ist ein Alt-Wiener Singspiel in einem Akt (fünf Bildern). Das Werk steht der Operette nahe. Leo Fall schrieb die Musik und Julius Wilhelm das Libretto. Der Titel spielt auf das bekannteste Lied in Ferdinand Raimunds Theaterstück „Der Bauer als Millionär“ an. Die Uraufführung fand am 1. Dezember 1909 in Wien im Theater und Kabarett Hölle der Brüder Leopold und Sigmund Natzler statt. Im Mittelpunkt des Stücks steht der historische Komponist und Kapellmeister Joseph Drechsler.

## Handlung
Genau heute vor 40 Jahren haben sich der Domkapellmeister Joseph Drechsler und seine geliebte Frau Toni das Jawort gegeben. Wenn das kein Grund zum Feiern ist! Beide sind gut gelaunt und tauschen kleine Geschenke aus. Ein bisschen wehmütig erinnern sie sich an die Zeit, als sie noch jung und frisch verliebt waren. Plötzlich lässt eine Spieluhr Drechslers berühmteste Komposition erklingen: das Lied „Brüderlein fein“ aus Ferdinand Raimunds „Bauer als Millionär“. Drechsler erinnert sich, wie er noch Hauskomponist und Kapellmeister am Leopoldstädter Theater war und unzählige Male die Musik zu diesem Stück dirigierte. Ach ja, die Jugend, wie war sie doch schön! Auch in Raimunds Zaubermärchen tritt die Jugend als allegorische Figur auf und singt im Duett mit Fortunatus Wurzel das Lied „Brüderlein fein“.
Kaum hat sich der Domkapellmeister daran erinnert, öffnet sich wie durch Zauberhand die Stubentür und herein tritt „die Jugend“. Natürlich kommt sie nicht ohne Geschenk. Singend erklärt sie den beiden Alten, sie dürften eine Stunde ihrer glückseligen Jugend wiederholen. Wie in einem Traum erleben sie noch einmal im Zeitraffer den Tag ihrer Hochzeit, wie Gäste sie hochleben lassen, wie sie übermütig feiern und tanzen.
Als Joseph Drechsler mit seiner Toni das Schlafzimmer aufsucht, endet der Traum. Sie sind wieder in der Gegenwart angelangt und machen sich auf den Weg zur Kirche, um dort Gott zu danken, dass er ihnen ein so reich erfülltes Leben geschenkt hat.

## Musik
Dass in dem Singspiel auch das berühmte Lied erklingt, das dem Stück seinen Namen gegeben hat, versteht sich fast schon von selbst. Allerdings soll die Melodie – so der Artikel über Joseph Drechsler – gar nicht von ihm selbst stammen, sondern von Ferdinand Raimund. Drechsler hat lediglich die Melodie orchestriert. Hervorzuheben an der Musik ist noch das Auftrittslied der Jugend: „Einmal ihr noch hören sollt meine Melodei – eine Stunde eures Lebens sei euch als Geschenk geweiht!“